# Jonathan Gould (football)
Pour les articles homonymes, voir Gould.
Jonathan Gould, né le 18 juillet 1968 dans le quartier de Paddington à Londres, est un footballeur international écossais. Il évoluait au poste de gardien de but.
Son père, Bobby, était également footballeur.

## Biographie

### En club
Jonathan Gould évolue en Angleterre, en Écosse, et en Nouvelle-Zélande. Il joue principalement avec les clubs du Celtic Glasgow et de Preston North End.
Il dispute quatre matchs en Ligue des champions, 20 matchs en Coupe de l'UEFA, 25 matchs en première division anglaise, et plus de 100 matchs en première division écossaise.
Il remporte avec le Celtic trois titres de champion d'Écosse, et une Coupe d'Écosse.

### En équipe nationale
Jonathan Gould reçoit deux sélections en équipe d'Écosse. La première, le 9 octobre 1999, contre la Lituanie, lors des éliminatoires de l'Euro 2000 (victoire 3-0 à Glasgow). La seconde, le 15 novembre 2000, en amical contre l'Australie (défaite 0-2 à Glasgow).
Il participe avec l'équipe d'Écosse à la Coupe du monde 1998 organisée en France, en restant sur le banc des remplaçants.

### Carrière d'entraîneur
Après avoir raccroché les crampons, il entraîne l'équipe néo-zélandaise de Hawke's Bay United.

## Palmarès
- Champion d'Écosse en 1998, 2001 et 2002 avec le Celtic Glasgow
- Vainqueur de la Coupe d'Écosse en 2001 avec le Celtic Glasgow